# Seven and the Ragged Tiger
Albums de Duran Duran
Rio
(1982) Arena
(1984)
Singles
1. Union of the Snake
Sortie : 17 octobre 1983
2. New Moon on Monday
Sortie : 14 janvier 1984
3. The Reflex
Sortie : 16 avril 1984
4. Tiger Tiger
Sortie : seulement au Japon

Seven and the Ragged Tiger est le 3e album studio du groupe anglais Duran Duran, sorti en 1983. C'est le dernier album où tous les membres de départ du groupe sont présents. Ils ne se retrouveront au complet qu'en 2004, pour l'album Astronaut. À cette époque, le groupe est en plein succès et récolte de nombreuses récompenses.

## Enregistrement
En mai 1983, le groupe quitte l'Angleterre et s'exile un moment dans une villa à Valbonne pour écrire et enregistrer des démos. Cependant l'inspiration peine à arriver car le groupe fait, selon leurs propres témoignages, « beaucoup trop la fête ». Cette session d'enregistrement marque par ailleurs le départ officiel du producteur Colin Thurston, remplacé par Ian Little (qui avait coproduit le single Is There Something I Should Know? sorti en début d'année).
Ils enregistrent cependant quelques morceaux, dont Seven and the Ragged Tiger qui, à défaut d'être présent sur l'album, lui donnera finalement son nom. La chanson The Seventh Stranger en reprendra par ailleurs quelques éléments. Sur la Côte d'Azur, le groupe n'est cependant pas très productif et ne travaille que deux heures par jour. Il y a urgence car leur contrat leur impose une sortie de l'album avant les fêtes de fin d'année. C'est en écoutant en détail la chanson Let's Dance de David Bowie que Nick Rhodes, Roger Taylor et Ian Little développement les bases de Union of the Snake.
Face au manque de productivité du groupe, Duran Duran est ensuite contraint par Capitol/EMI de partir sur l'île de Montserrat pour des sessions d'enregistrement dans les AIR Studios de George Martin. De plus, le label envoie le producteur Alex Sadkin, qui avait lui aussi travaillé sur Is There Something I Should Know?. L'arrivée d'Alex Sadkin ne sera pas forcément du goût du producteur Ian Little. Alors que le label voulait virer Ian Little, les membres du groupe acceptent qu'il reste et qu'il collabore avec Alex Sadkin.
Malgré le vent frais apporté par l'arrivée d'Alex Sadkin, l'album n'avance que très lentement et la morosité se fait sentir chez les membres du groupe. Une fois quelques sons enregistrés, Duran Duran retourne au Royaume-Uni et participe, en juillet 1983, à un concert de charité aux terrains de football de Birmingham au Parc de Villa devant le Prince Charles et Lady Diana, qui avait avoué adorer le groupe. Quelque temps après, l'opinion publique découvrit que l'Armée républicaine irlandaise avait prévu de poser une bombe au concert pour blesser Charles et Diana.
En août 1983, Nick Rhodes s'effondre pendant une session d'enregistrement et est emmené d'urgence dans un hôpital. Des journalistes diront ensuite que cela était dû à de la tachycardie paroxysmal (un battement de cœur anormalement rapide). Il continuera malgré tout à travailler encore et encore. Toujours en août, le groupe, lassé de l'isolement sur l'île de Montserrat, s'exile à nouveau, cette fois à Sydney en Australie. Ils travaillent ainsi dans les immenses 301 Studios. À cette période, le guitariste Andy Taylor est de plus en désaccord avec certains choix, notamment ceux de Nick Rhodes dont le synthétiseur Fairlight CMI prend beaucoup plus d'importance que l'instrument rock d'Andy.
Les producteurs Ian Little et Alex Sadkin ainsi que le pianiste Nick Rhodes finalisent ensuite le mixage de l'album.
Pendant cette longue période d'enregistrements, de déménagements, de mixage, l'idée d'un autre groupe a germé dans la tête du bassiste John Taylor et du guitariste Andy Taylor. En 1984 est donc créé The Power Station où sont également présents deux anciens membres du groupe Chic (Tony Thompson et Bernard Edwards) ainsi que Robert Palmer.

## Titre de l'album
Le chanteur du groupe, Simon Le Bon, raconte que « c'est l'histoire d'une petite équipe de commandos ». Il précise que « Seven » renvoie à leur équipe (les 5 membres de Duran Duran et leurs 2 manageurs - les frères Berrow) et que le « Ragged Tiger » représente le succès et l'ambition.

## Liste des titres
1. The Reflex – 5:29
2. New Moon on Monday – 4:16
3. (I'm Looking For) Cracks In The Pavement – 3:38
4. I Take The Dice – 3:18
5. Of Crime And Passion – 3:50
6. Union of the Snake – 4:20
7. Shadows On Your Side – 4:03
8. Tiger Tiger – 3:20
9. The Seventh Stranger – 5:24

### Disque bonus de la réédition
1. Is There Something I Should Know?
2. Faith in This Color
3. Faith in This Color (slow mix alternatif)
4. Secret Oktober
5. Tiger Tiger (Ian Little mix)
6. The Reflex (version single)
7. Make Me Smile (Come Up and See Me) (live)
8. New Religion (live)
9. The Reflex (live)
10. Is There Something I Should Know? (monster mix)
11. Union of the Snake (monkey mix)
12. New Moon on Monday (dance mix)
13. The Reflex (dance mix)

## Crédits
Duran Duran
- Simon Le Bon : chant
- Nick Rhodes : claviers
- Andy Taylor : guitare
- John Taylor : basse
- Roger Taylor : batterie

Musiciens invités
- Andy Hamilton : saxophone
- Raphael DeJesus : percussions
- Mark Kennedy : percussions
- Michelle Cobbs : chœurs
- BJ Nelson : chœurs

Production
- Alex Sadkin : producteur
- Ian Little : producteur
- Malcolm Garrett : design pochette
- Keith Breeden : illustration